# Berisso (Buenos Aires)
Berisso is een plaats in het Argentijnse bestuurlijke gebied Berisso in de provincie Buenos Aires. De plaats telt 89.201 inwoners.